# Szúra
A szúra arab szó a Korán fejezeteit jelöli. Nyelvileg a szúr szóból ered, mely kerítést jelent. Ezt azzal magyarázzák, hogy minden Korán-fejezet olyan értékes, hogy kerítéssel kell azt óvni. A szúra szó nyolcszor szerepel magában a Koránban.
A Korán 114 szúrából áll. Ezekre számokkal vagy nevekkel szokás hivatkozni. A Korán szúráit Oszmán kalifa idejében rendezték el a ma ismert sorrendben. Az így kapott Codex Osmanicusban az első szúra A megnyitó (Al-fatiha), melyet a muszlimok minden imaszakaszban (raka) recitálnak. A második szúra a leghosszabb, s azt követőek egyre rövidebbek. A legrövidebb a 108. szúra, mely a Kauszar nevet viseli.
Minden szúra azzal a kifejezéssel kezdődik, hogy a „Kegyelmes és Könyörületes Allah nevében”, kivéve a kilencedik, A bűnbánat című.